# Liste des rues de Neder-Over-Heembeek

Ci-dessous, la liste des rues de Neder-Over-Heembeek, section de la commune belge de Bruxelles.

Ces adresses ont le code postal 1120.
A
- Albert, avenue du Roi
- Alchimiste, venelle de l'

B
- Balsamine, rue de la
- Benoit, place Peter
- Beyaerd, rue du Château
- Beyseghem, rue de
- Biebuyck, rue du Général
- Bons Enfants, rue des
- Bruyn, rue

C
- Château Beyaerd, rue du
- Craetveld, rue du
- Croix de Guerre, avenue des
- Croix de l'Yser, avenue des

D
- Daumerie, rue Léon
- Donderberg

E
- Enfants, rue des Bons

F
- Faines, rue des
- François Vekemans, rue

G
- Général Biebuyck, rue du
- Général Michel, rue du

H
- Heembeek, rue de

L
- Laskouter
- Lombartzyde, rue de
- Léon Daumerie, rue

M
- Marjolaine, rue de la
- Marly, rue du  voir Marly
- Meudon, rue de
- Michel, rue du Général

P
- Pâturage, rue du
- Peter Benoit, place
- Petit Chemin Vert
- Prés Communs, rue des

R
- Ramier, rue du
- Ransbeek, rue du voir Ransbeek
- Rossignol, chemin du
- Roi Albert, avenue du

S
- Saint-Nicolas, rue
- Saints-Pierre-et-Paul, rue
- Tour Japonaise, rue de la

T
- Trassersweg

V
- Val-Maria
- Vekemans, rue François
- Versailles, avenue de
- Vert, Petit Chemin

W
- Warandeveld, rue
- Wimpelberg